# Aleksandra Wojtaszek
Aleksandra Wojtaszek (ur. 1991 w Nowym Targu) – polska dziennikarka i tłumaczka. W 2024 roku wyróżniona w ramach konkursu Europejski Poeta Wolności za tłumaczenie tomiku wierszy chorwackiej poetki Moniki Herceg.

## Życiorys
Urodziła się w Nowym Targu. Mieszkała w Frydmanie. Obecnie (2024) mieszka w Krakowie oraz Zagrzebiu. W 2015 roku ukończyła studia magisterskie na Uniwersytecie Jagiellońskim na kierunku slawistyka, a w 2020 roku obroniła doktorat z literaturoznawstwa (Geografie wyobrażone. Chorwacka i serbska proza fantastyczna lat dziewięćdziesiątych wobec rzeczywistości). Pracuje w Instytucie Filologii Słowiańskiej Uniwersytetu Jagiellońskiego w Zakładzie Filologii Chorwackiej i Słoweńskiej. W 2024 roku otrzymała statuetkę i 20 tysięcy złotych jako wyróżnienie dla tłumacza w ramach nagrody literackiej Europejski Poeta Wolności.
Współpracowała z Tygodnikiem Powszechnym i Herito oraz publikowała artykuły między innymi w: Dzienniku Gazecie Prawnej, Odrze, Gazecie Wyborczej (Duży Format), New Eastern Europe, Dwutygodniku, Krytyce Politycznej.

## Twórczość
- Fjaka. Sezon na Chorwację Wydawnictwo Czarne Wołowiec 2023[2]

Tłumaczenia
- Monika Herceg Okres ochronny Instytut Kultury Miejskiej Gdańsk 2024[4][5]
- Radmila Petrović Moja mama wie, co się wyprawia w miastach (Moja mama zna šta se dešava u gradovima) Biuro Literatury 2023[6]

## Nagrody
- 2024: Nagroda dla tłumacza za przekład książki chorwackiej poetki Moniki Herceg, która otrzymała nagrodę Europejskiego Poety Wolności[4].
- 2023: Nominacja do Książki Reporterskiej Roku 2023 (finalistka)[7]
- 2022: Stypendium CELA (Connecting Emerging Literary Artists)[8][9]
- 2021: Nagroda Krakowa Miasta Literatury UNESCO za projekt Pod presją[10][11]